# Mughiphantes severus
Espèce
Synonymes
- Lepthyphantes severus Thaler, 1990

Mughiphantes severus est une espèce d'araignées aranéomorphes de la famille des Linyphiidae.

## Distribution
Cette espèce est endémique d'Autriche. Elle se rencontre dans les Préalpes orientales septentrionales.

## Publication originale
- Thaler, 1990 : Lepthyphantes severus n. sp., eine Reliktart der Nördlichen Kalkalpen westlich des Inn (Österreich) (Arachnida: Aranei, Linyphiidae). Zoologischer Anzeiger, vol. 224, p. 257-262.